# Беванс, Клем
Клем Биванс (англ. Clem Bevans, 16 октября 1879 — 11 августа 1963) — американский актёр.

## Биография
Клем Беванс родился 16 октября 1879 в Огайо. Начиная с 1900 года играл в водевилях. С театральной сцены в кино попал 1935 года, когда ему было уже пятьдесят пять. Он сыграл роль старика Виггин в фильме «Путь вниз на восток» так хорошо, что стал главным исполнителем ролей дедушек на следующую четверть века. В 1942 году Альфред Хичкок пригласил актёра на съёмки своего военного детектива «Диверсант», предложив ему роль нацистского шпиона.
Клем был дважды женат. От первого брака у него осталась дочь Эдит. 1930 году он женился во второй раз на Лилиан Луппи. В них родилось трое детей: дочери Климен и Луппи и сын Кларк. Также семья воспитывала приемную дочь Вики.
Умер Клем Беванс 11 августа 1963 в возрасте 83 лет по естественным причинам. Похоронен на кладбище «Валхалла-Мемориал-Парк».

## Избранная фильмография
| Год  |   | Русское название              | Оригинальное название   | Роль                      |
| ---- | - | ----------------------------- | ----------------------- | ------------------------- |
| 1935 | ф | Путь вниз на восток           | Way Down East           | Док Виггин                |
| 1936 | ф | Приди и владей                | Come and Get It         | Гуннар Галлахер           |
| 1936 | ф | Каждое воскресенье            | Every Sunday            | человек, играющий в шашки |
| 1939 | ф | Они сделали меня преступником | They Made Me a Criminal | билетёр                   |
| 1939 | ф | Восторг идиота                | Idiot’s Delight         | Джимми Барзек             |
| 1939 | ф | Додж-Сити                     | Dodge City              | Чарли                     |
| 1941 | ф | Сержант Йорк                  | Sergeant York           | Зик                       |
| 1942 | ф | Диверсант                     | Saboteur                | Нильсон                   |
| 1942 | ф | Оружие для найма              | This Gun for Hire       | Шлифовальный Станок       |
| 1944 | ф | В седле                       | Tall in the Saddle      | зритель карточной игры    |
| 1946 | ф | Оленёнок                      | The Yearling            | отец Бака Форрестера      |
| 1947 | ф | Дело Миллерсона               | The Millerson Case      | шериф Люк Эйкерс          |
| 1948 | ф | Восход луны                   | Moonrise                | Джейк                     |
| 1949 | ф | Улицы Ларедо                  | Streets of Laredo       | Поп Линт                  |
| 1950 | ф | Харви                         | Harvey                  | мистер Герман Шимелплацер |
| 1958 | с | Перри Мейсон                  | Perry Mason             | капитан Хьюго             |
| 1958 | с | Дымок из ствола               | Gunsmoke                | Флай                      |
| 1959 | с | Мэверик                       | Mavericke               | старик                    |
| 1961 | с | Бонанза                       | Bonanza                 | Джеб                      |
| 1962 | с | Сумеречная зона               | The Twilight Zone       | Пит                       |